# Refuge faunique national Merritt Island
Merritt Island National Wildlife Refuge  est un National Wildlife Refuge (NWR) situé sur la côte atlantique de la plus grande île-barrière de Floride. Le Refuge couvre 566 km². Le Centre spatial Kennedy et le complexe des visiteurs de la NASA sont également situés sur l'île et la NASA peut restreindre l'accès au refuge en fonction de ses besoins opérationnels. 
La NWR contient plus de 1 000 espèces de plantes, 117 espèces de poissons, 68 amphibiens et reptiles, 330 oiseaux et 31 espèces de mammifères, dont 21 espèces sont répertoriées comme en voie de disparition par l'État de Floride ou par le gouvernement fédéral américain. La gestion de la NWR est assurée par le complexe de Merritt Island NWR, qui offre des sentiers de randonnée et de conduite au public, sous réserve des restrictions d'accès de la NASA. C'est un «site passerelle» pour le Great Florida Birding Trail. 

## Emplacement et étendue

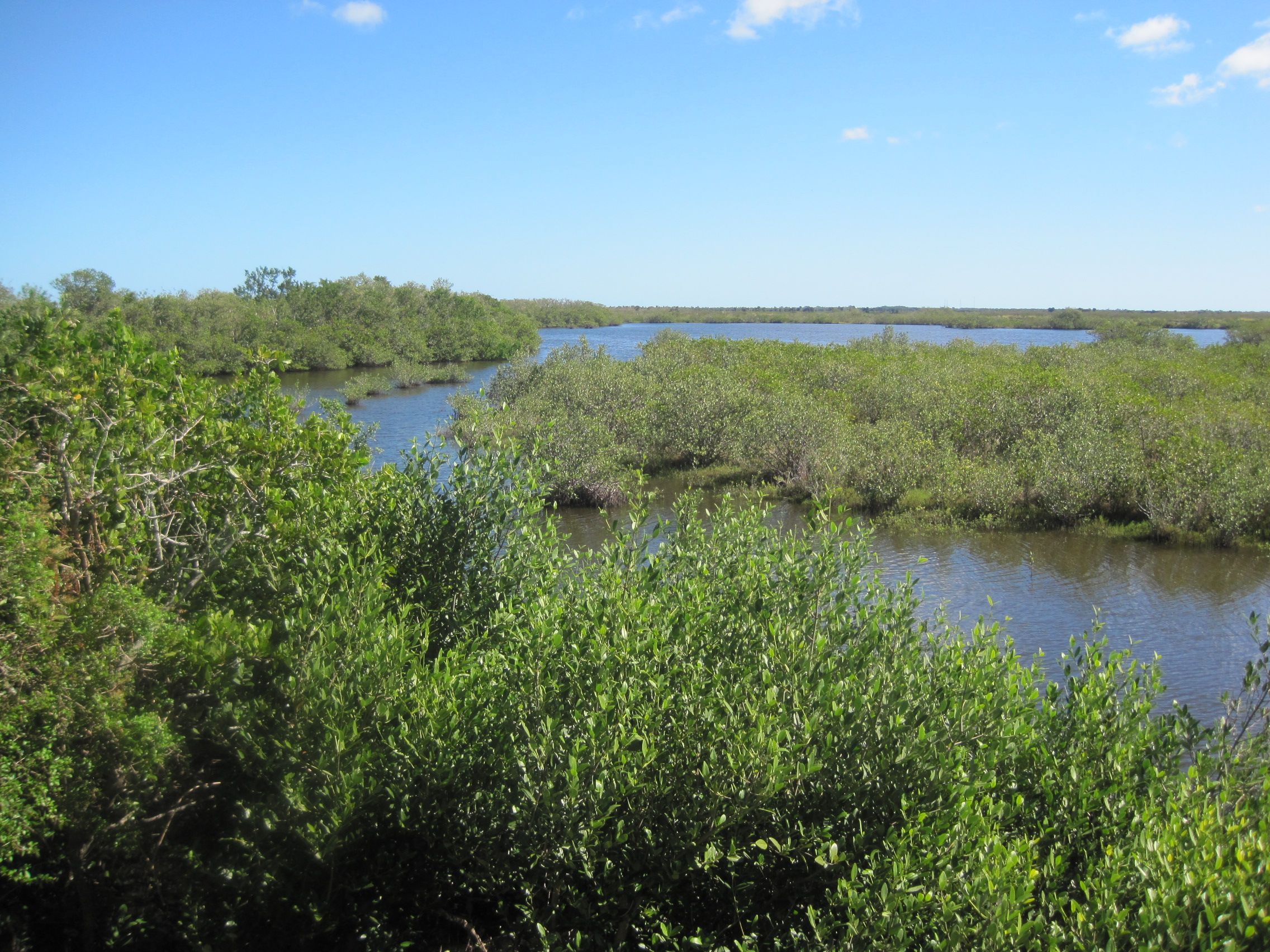
Vue du refuge de Max Brewer Memorial Parkway près de Gator Creek

Merritt Island National Wildlife Refuge est situé à l'est de Titusville sur l'île Merritt dans le comté de Brevard, en Floride, et occupe 570 km2, avec le Kennedy Space Center. Au nord, il borde le Canaveral National Seashore ; au sud, il englobe des parties non publiques du Centre spatial Kennedy (avec lequel il partage également une certaine histoire), qui jouxte à son tour la base de lancement de Cap Canaveral. Le Mosquito Lagoon et la rivière Indian traversent le refuge. Étant donné que l'accès du public à toutes ces zones est contrôlé de diverses manières, le refuge fait partie d'une zone très importante d'habitat faunique relativement intact. 

## Histoire
Le terrain occupé par le NWR a été acquis par la NASA au début des années 1960 pour le développement du Space Center et ses objectifs non opérationnels. Jusque-là, il y avait eu peu de développement dans la région en raison du nombre élevé de moustiques des marais salants. L'accès du public est normalement autorisé et plusieurs autoroutes nationales traversent le refuge. Cependant, le public peut être exclu si nécessaire pour les besoins de la NASA, comme cela se fait les jours précédant un lancement. 

## Habitats et espèces

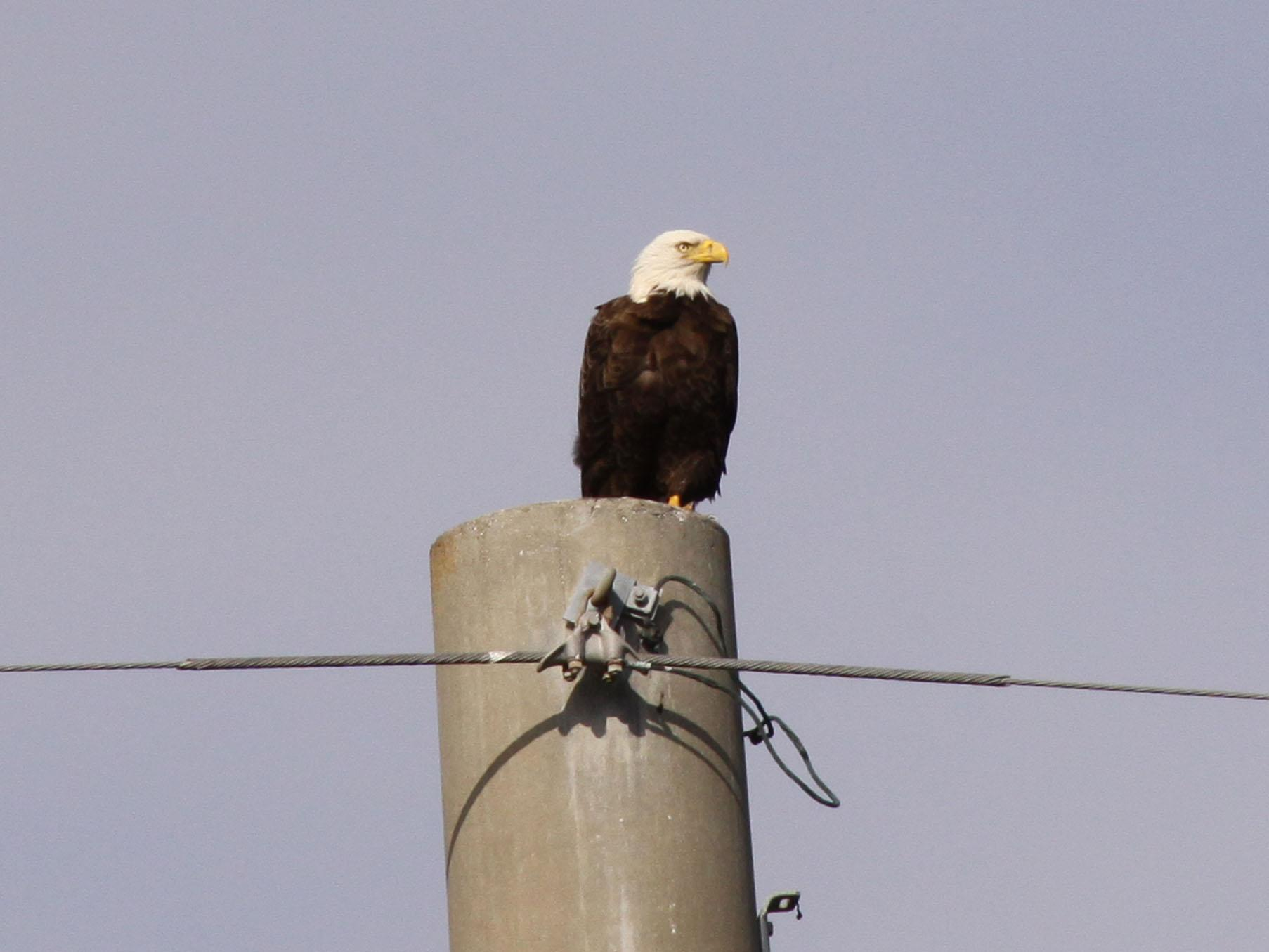
Des pygargues à tête blanche habitent le refuge.

Le Refuge offre une gamme d'habitats, des estuaires d'eau salée et des retenues d'eau douce et des marais aux dunes, hammocks et broussailles. Il contient plus de 1 000 espèces de plantes, 117 espèces de poissons, 68 amphibiens et reptiles, 330 oiseaux et 31 espèces de mammifères. Parmi ces espèces, 21 sont répertoriées comme en voie de disparition soit par l'État de Floride, soit par le gouvernement fédéral américain. Voici quelques-unes des espèces les plus importantes qui utilisent le refuge; la plupart y nichent : 
- Tortues marines dont 
  - Tortue caouanne
  - Tortue verte
- Alligator américain
- Balbuzard
- Pygargue à tête blanche
- De nombreuses espèces de sauvagine utilisent le refuge comme lieu d'hivernage; la sarcelle à ailes bleues et la pelle nordique résident en petit nombre
- De nombreuses espèces d'oiseaux de rivage, certaines résidentes et d'autres utilisant le refuge au cours de leur migration
- Plusieurs espèces de râles
- Anhinga d'Amérique

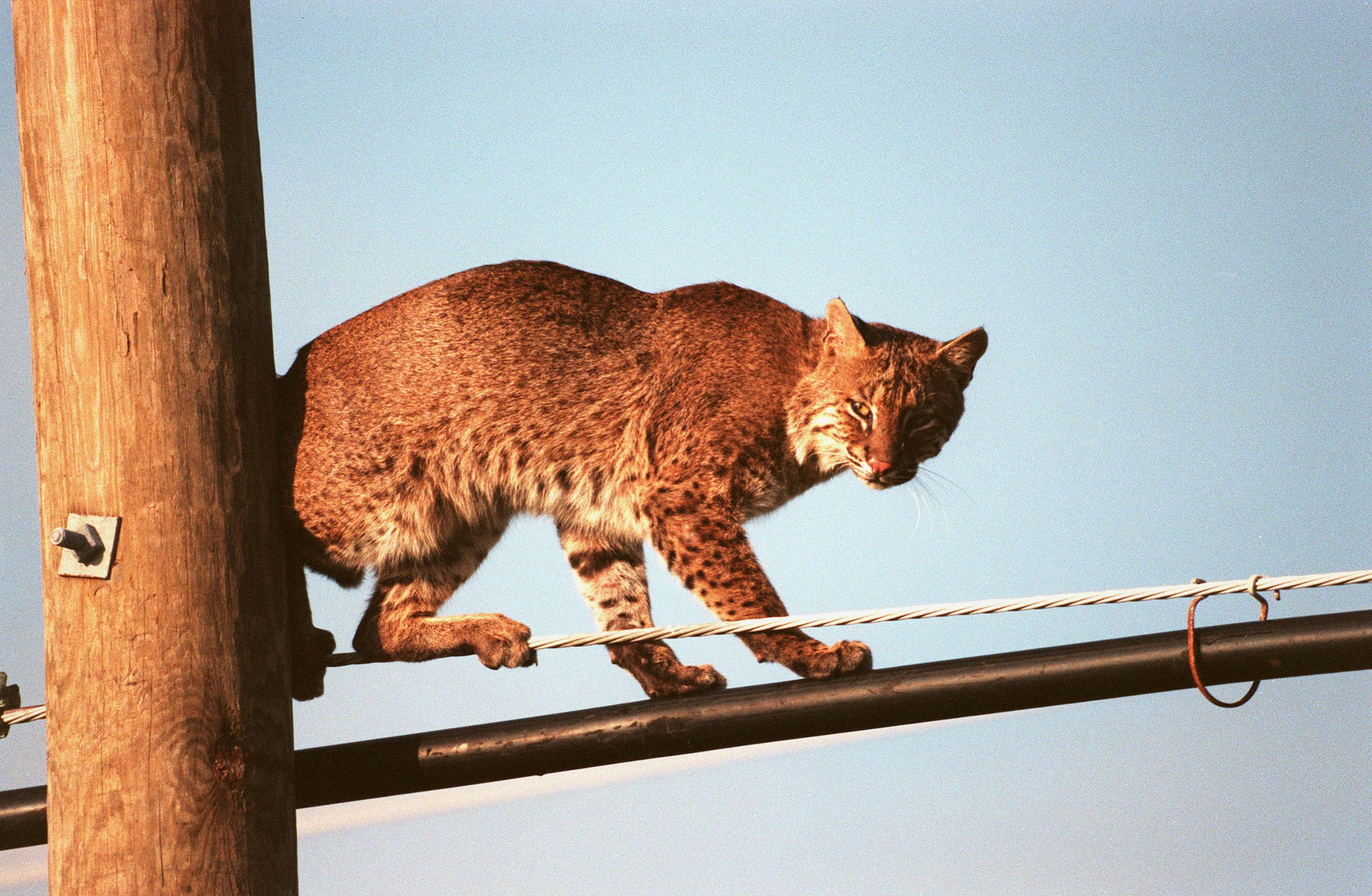
Lynx dans le Kennedy Space Center

- Plusieurs espèces de hérons et d'aigrettes
- Ibis falcinelle et ibis blanc
- Spatule rosée
- Geai de Floride à gorge blanche
- Lamantin des Antilles
- Lynx roux [2]
- Sirène naine, une salamandre récemment découverte